# Zinzan Brooke
Murray Zinzan Brooke (Región de Auckland, 14 de febrero de 1965) es un exjugador neozelandés de rugby que se desempeñaba como octavo o  ala.
Es considerado como uno de los mejores jugadores en su posición de la historia.

## Carrera
Se lo comparó con el sudafricano Frik du Preez y con su contemporáneo el capitán australiano John Eales porque al igual que ellos, podría haber jugado en cualquier puesto por su velocidad y cintura de backs, la seguridad en el tackle, la patada y la habilidad con los pies. Pero igual a ellos, jugó de forward por su potencia.

## Selección nacional
Fue convocado a los All Blacks por primera vez en 1987 y jugó en ellos hasta 1997 cuando emigró a la Premiership en 1998, ya que la NZR no convoca a jugadores que no jueguen en el país.

### Participaciones en Copas del Mundo
Disputó tres Copas Mundiales; Nueva Zelanda 1987, Inglaterra 1991 y Sudáfrica 1995 donde anotó un drop goal.
| Mundial                       | Sede          | Resultado     | PJ | Tries |
| ----------------------------- | ------------- | ------------- | -- | ----- |
| Copa Mundial de Rugby de 1987 | Nueva Zelanda | Campeón       | 6  | 1     |
| Copa Mundial de Rugby de 1991 | Inglaterra    | Tercer puesto | 5  | 2     |
| Copa Mundial de Rugby de 1995 | Sudáfrica     | Subcampeón    | 4  | 0     |

## Palmarés
- Campeón del Rugby Championship de 1996 y 1997.
- Campeón del Super Rugby de 1996 y 1997.
- Campeón de la ITM Cup de 1987, 1988, 1989, 1994, 1995 y 1996.